# 第14次西成暴動
第14次西成暴動（だい14じにしなりぼうどう）とは、1972年（昭和47年）5月に大阪府大阪市西成区のあいりん地区（通称釜ヶ崎）で発生した日雇い労働者による暴動事件。「第14次釜ヶ崎暴動」ともいう。

## 事件の背景・発端
1972年2月中旬、あいりん地区に赤軍派が進出。食堂を経営しながら労働者のシンパづくりに取り組み始めた。このほか「寄せ場解放」「窮民革命」を掲げる新左翼活動家があいりん地区で日雇い労働者をオルグしていた。1972年5月、彼らは「愛隣地区野鳥の会」を結成し、日雇い労働者を搾取する手配師に対する対抗意識を醸成していた。この愛隣地区野鳥の会は、後に釜ヶ崎共闘会議として名を馳せるようになる。
また今回の暴動の発端となったS建設は、事件前から警察にマークされる札付きの「暴力手配師」業者で、事件後に愛隣地区野鳥の会の事務所を暴力団を使って襲撃しようとした計画が発覚し、検挙されている。

## 事件の概要
1972年5月28日午前6時15分頃、愛隣総合センターでS建設の手配師が求人しようとしたところ、新左翼系の日雇い労働者から「おまえのところは悪質や」「ピンハネ業者や」と罵倒されたため、取っ組み合いの喧嘩となり、双方に怪我人をだした。これがきっかけとなって、同センター周辺に2,000人の日雇い労働者が集結し、このS建設の車を焼き討ちにした。そして「悪質業者をやっつけろ」と叫びながら、別の業者にも暴力を振るったり、車を叩き壊すなどした。
同日夜、約1,000人の群衆が西成警察署に集結し、近くにあった車を焼き討ちにしたり商店のシャッターを蹴ったりした。
5月29日午後7時30分頃から群衆が集まり始め、阪堺電気軌道阪堺線南霞町停留場方面に向かって進んでいった。南霞町駅周辺で「学生風の一団」が群衆の中に入り、「解放区を作ろう！」「暴力手配師を締め出せ！」とシュプレヒコールを挙げた。
そのうちの一団はあいりん地区から約1キロメートル離れた天王寺駅前まで進出した。天王寺駅まで進出したのはこれが初めてであった。
5月30日・31日も投石騒ぎが起きていたが、この日を境に次第に平穏を取り戻していった。